# 17世紀ボローニャ派の芸術家
本項では17世紀のボローニャ派（Bolognese School）の芸術家の概説を行う。
プロスペロー・フォンターナ（Prospero Fontana, 1512年 - 1597年）
後期ルネサンスのイタリアの画家。ボローニャで生まれ、ローマで没した。
バルトロメオ・パッサロッティ（Bartolomeo Passerotti o Passarotti、1529年 - 1592年6月3日）
ボローニャ出身。
ルドヴィコ・カラッチ（Ludovico Carracci, 1555年4月21日 - 1619年11月13日）
バロック初期のイタリアの画家、版画家（エッチング）。
アゴスティーノ・カラッチ（Agostino Carracci、1557年8月16日 - 1602年3月22日）
イタリア人の画家で版画家。同じく画家であるアンニーバレ・カラッチの兄であり、ルドヴィコ・カラッチの従兄弟である。
アンニーバレ・カラッチ（Annibale Carracci, 1560年11月3日 - 1609年7月15日）
バロック期のイタリアの画家。イタリア美術における初期バロック様式を確立した画家の一人であり、イタリア北部のボローニャを中心に活動したボローニャ派の代表的画家である。アンニーバレを中心とするカラッチ一族の門下からは多くの著名画家が育っており、後世への影響も大きい。
グイド・レーニ（Guido Reni、1575年11月4日－1642年8月18日）
17世紀前半、バロック期に活動したイタリアの画家。アンニーバレ・カラッチらによって創始されたボローニャ派に属する画家で、ラファエロ風の古典主義的な画風を特色とする。
アレッサンドロ・ティアリーニ（Alessandro Tiarini, 1577年 - 1668年）
ボローニャ出身。レッジョ・エミリアのドゥオーモ建設を手掛けた人物の一人。
フランチェスコ・アルバーニ（Francesco Albani、1578年8月17日 - 1660年8月4日）
ボローニャで生まれ、ボローニャで没した。
ドメニキーノ（Domenichino, 1581年10月21日 - 1641年4月15日）
本名はドメニコ・ザンピエーリ（Domenico Zampieri）。盛期バロックのイタリアの画家。ボローニャ派もしくはカラッチ派に属する。
ジョヴァンニ・ガスパーレ・ランフランコ（Giovanni Gaspare Lanfranco, 1582年1月26日 - 1647年11月30日）
パルマで生まれ、ローマで没した。
シスト・ローサ・バダロッキオ（Sisto Rosa Badalocchio、1585年6月28日 - 1647年頃）
イタリア・パルマ出身の画家・版画家。
グエルチーノ（Guercino、1591年2月8日 - 1666年12月9日）
本名はジョヴァンニ・フランチェスコ・バルビエーリ（Giovanni Francesco Barbieri）。バロック期のイタリアの画家。エミリアの出身で、ローマ、ボローニャで活動した。グエルチーノという言葉は「やぶにらみ」という意味で、彼が斜視だったことからつけられたあだ名である。グエルチーノは、とくにその超一流のスケッチで注目に値する。